# Made in Taiwan

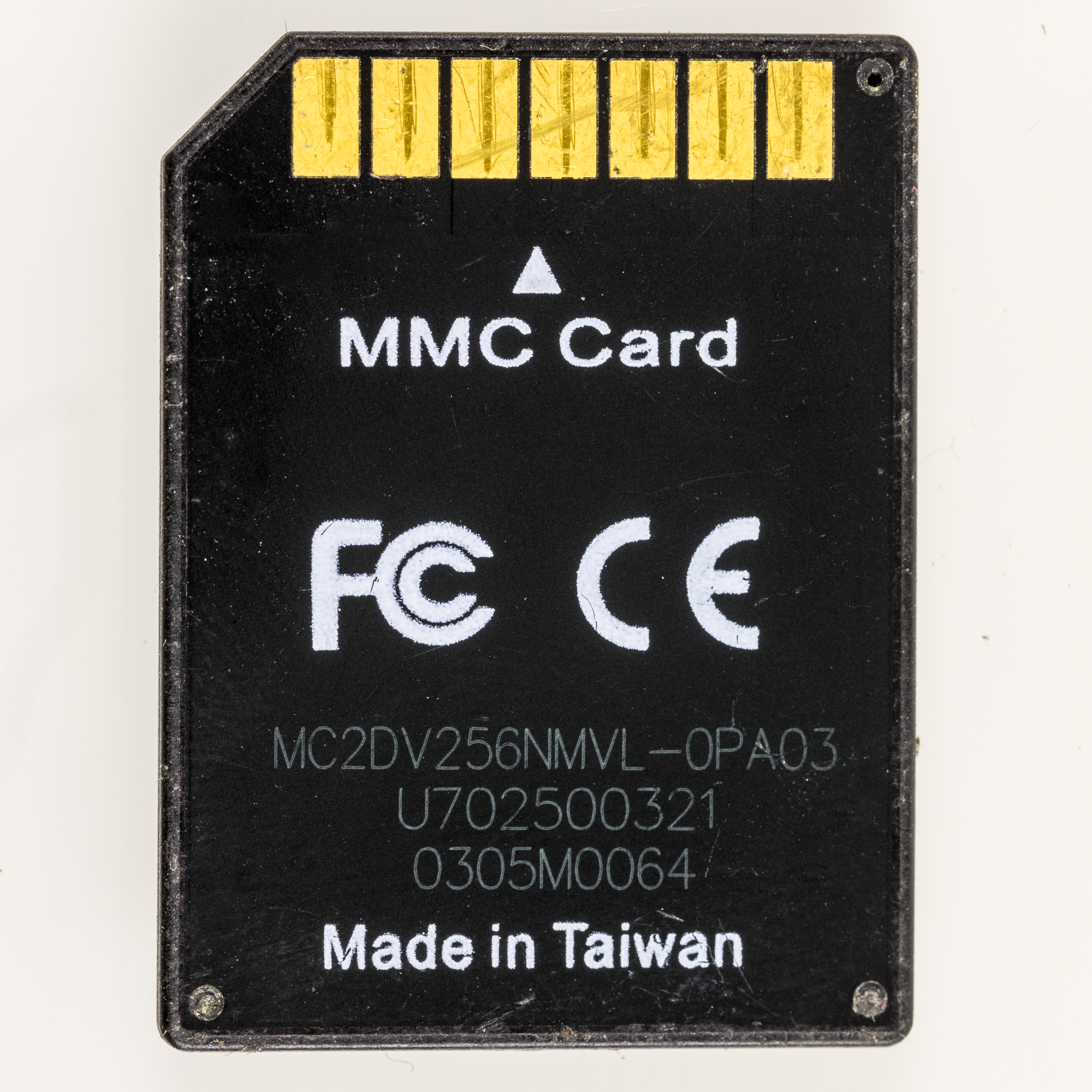
Un MultiMediaCard creati in Taiwan

Il marchio Made in Taiwan (臺灣製造 Táiwān zhìzào) è identificativo del paese di origine dei prodotti creati in Taiwan. L'economia di Taiwan a partire dagli anni 1980 ha aumentato il suo export verso il resto del mondo in modo esponenziale; oltre l'80% dei notebook nel mondo sono made in Taiwan.

## Economia di Taiwan

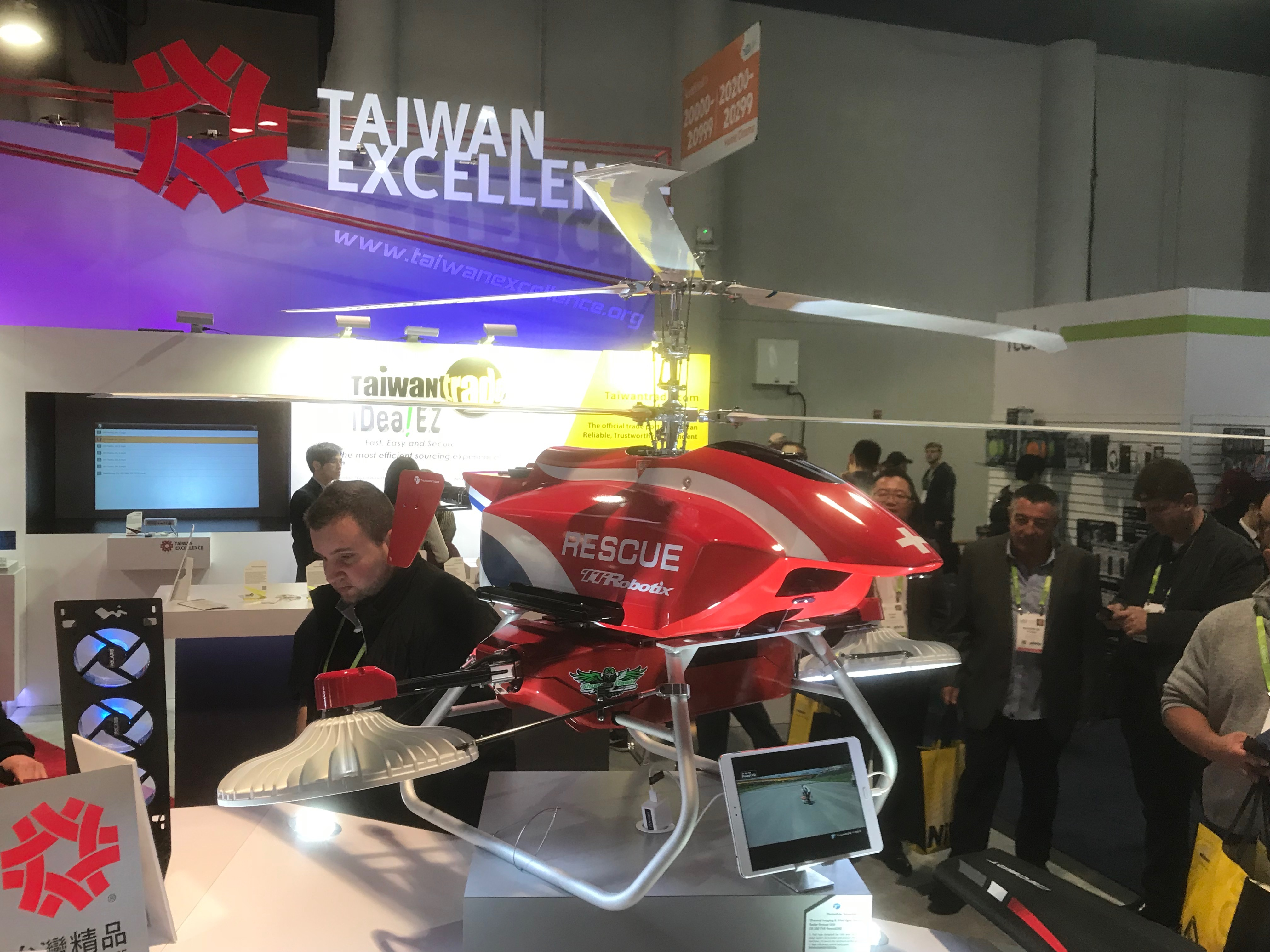
Un esempio di elimodellismo della Thunder Tiger

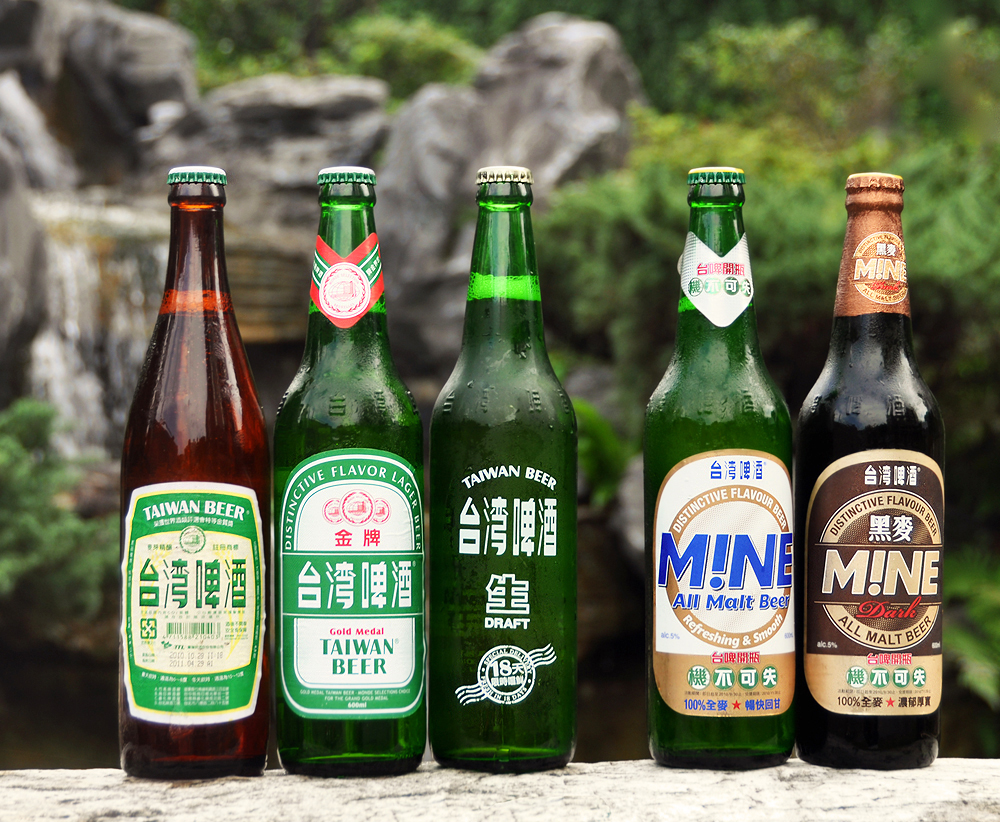
Birre della Taiwan Beer

### Elettronica di consumo
Alcuni brand famosi del made in Taiwan nell'elettronica di consumo sono Acer, Asus, Garmin e HTC, Quanta Computer.

### Automotive e trasporti
Aziende come la Luxgen e Maxxis producono autoveicoli, mentre Giant e Merida sono tra i principali produttori al mondo di biciclette. 

### Alimentari
La Taiwan Tobacco and Liquor Corporation produce birra, la Taiwan Beer.

### Modellismo
Un'azienda nota in tutto il mondo è la Thunder Tiger.